# Mannerjärvi
Mannerjärvi är en sjö i Finland. Den ligger i Lemo i Masko kommun i landskapet Egentliga Finland, i den sydvästra delen av landet, 170 km väster om huvudstaden Helsingfors. Mannerjärvi ligger 9 meter över havet. I omgivningarna runt Mannerjärvi växer i huvudsak barrskog. Arean är 1,8 hektar och strandlinjen är 0,63 kilometer lång. Sjön  ingår i Virmo ås huvudavrinningsområde. 